# Stoke Gabriel
Stoke Gabriel är en by och en civil parish i South Hams i Devon i England. Orten har 1 254 invånare (2011).